# Janick Klausen
Janick Klausen (født 3. april 1993) er en dansk højdespringer fra Aarhus 1900. Han er indehaver af den danske rekord i højdespring med 2,28 m.
Den 178 cm høje Janick Klausen begyndte at dyrke atletik i oktober 2006, og debuterede i december samme år med et spring på 1.50 meter.
Han klarede 2,00 meter i højdespring ved et indendørsstævne i Aarhus den 12. januar 2008. Springet på 2 meter skete dermed i en alder af blot 14 år og ni måneder, og han er dermed den yngste dansker at klare 2 meter i højdespring. Ivaylo Videnov fra Bulgarien sprang 2.00 som 13-årig han er dermed den yngste nogensinde til at klare 2 meter i højdespring. Klausen vandt sølv i højdespring ved ungdoms VM 2009 i Bressanone, Italien hvor han forbedrede sin egen danske ungdomsrekord med syv centimeter og nåede over højden 2,20, hvilket også israeleren Dmitriy Kroyter gjorde, men han havde en nedrivning færre og vandt derfor.
Klausen tog som sin første seniortitel (udendørs) hjem da han som kun 16-årig vandt DM 2009 med 2.10m.
Han endte med resultatet 2,17 på en 10. plads ved junior-VM 2010. Modsat de andre 11 finalister har han mulighed for at være med igen, når junior-VM afvikles næste gang i 2012, i Barcelona.
Han deltog ugen efter JVM ved EM i Barcelona i 2010, hvor han med 2,15 og en 26. plads dog ikke kvalificerede sig til finalen. Han var med sine 17 år dansk atletiks yngste deltager nogensinde ved et EM. 20 juni 2019 slog han den 28 år gamle danske rekord på 2,27 m, da han ved et stævne i Essen klarede 2,28 m.
Han blev nummer syv ved inde-EM i Paris på 2,25, med et spring på 2,27 tangerede han Michael Mikkelsens danske rekord fra 1990 i kvalifikationen.
Janick Klausen nåede på ungdoms-DM 2010 ud på 7,07 (+2,6 m/s) i længdespring, i hvad der kun var karrienrens anden længdesprings-konkurrence. 6,96 fik han noteret med godkendt vind. Han sprang 7,21 ved et indendørsstævne i Marselisborghallen 20 december 2010.
Klausen trænes af Thomas Cortebeeck.

## Personlige rekorder
- Højdespring (inde): 2,27 (dansk rekord)
- Højdespring (ude): 2,28 (dansk rekord)
  - 2,25 (dansk og nordisk ungdomsrekord)
- Trespring (inde): 14,15
- Længdespring (inde): 7,21
- Længdespring (ude): 6,96
- 100 meter: 10,99w

## Ekstern henvisning
- Jannick Klausen over 2,00 meter i højdespring
- Statletik-profil (Webside ikke længere tilgængelig)

| Atletikudøver | Spire Denne biografi om en dansk atletikudøver er en spire som bør udbygges. Du er velkommen til at hjælpe Wikipedia ved at udvide den. |

|  | Artiklen om Janick Klausen kan blive bedre, hvis der indsættes et (bedre) billede Du kan hjælpe ved at afsøge Wikimedia Commons for et passende billede eller uploade et godt billede til Wikimedia Commons iht. de tilladte licenser og indsætte det i artiklen. |